# Feria
Feria egy község Spanyolországban, Badajoz tartományban. Feria Burguillos del Cerro, Salvatierra de los Barros, La Parra, Villalba de los Barros, Fuente del Maestre, Zafra és La Lapa községekkel határos. Lakosainak száma 1047 fő (2024).

## Népesség
A település népessége az utóbbi években az alábbiak szerint változott:
| Lakosok száma | 1440 | 1400 | 1375 | 1341 | 1305 | 1230 | 1197 | 1144 | 1077 | 1047 |
|               | 2001 | 2004 | 2006 | 2009 | 2011 | 2014 | 2016 | 2019 | 2021 | 2024 |